# Ruth Negga
Ruth Negga (Addis Abeba, Etiòpia, 7 de gener de 1982) és una actriu etíop-irlandesa coneguda per les seves aparicions en pel·lícules com a Capital Letters (2004), Isolation (2005), Breakfast on Pluto (2005) i Loving (2016), i en sèries com a Criminal Justice, de la BBC, Love/Hate, de RTÉ, Misfits, d'I4 i Agents of S.H.I.E.L.D., de l'ABC.

## Biografia
Negga va néixer a Addis Abeba, capital d'Etiòpia, el 1982, de mare irlandesa i pare etíop. Va viure al país fins als quatre anys. És filla única, però té una gran família per part de la seva mare. El seu pare va morir en un accident de cotxe quan ella tenia set anys. Es va criar a Limerick i viu a Londres des de 2006.
Negga va estudiar al Centre de Samuel Beckett del Trinity College, a Dublín,
 d'on es va graduar amb una llicenciatura en estudis d'actuació.
Negga va fer el seu debut en la pantalla amb la pel·lícula irlandesa Capital Letter, de 2004, en la qual interpreta el paper principal de Taiwo. Després d'això, va passar a exercir el paper principal de María en Isolation, estrenada el 2005. Abans, havia estat treballant sobretot en teatre.
Després de veure actuar Negga, el director Neil Jordan va canviar el guió de Breakfast on Pluto perquè l'actriu pogués aparèixer en la pel·lícula.També ha participat en Colour Me Kubrick (2005), al costat de John Malkovich, i en els curtmetratges The Four Horsemen, 3-Minute 4-Play i Stars. En televisió, Negga ha aparegut en Doctors, Criminal Justice i en la sèrie irlandesa Love is the Drug. També va interpretar el paper principal de Doris "Sid" Siddiqi en Personal Affairs, de la BBC, actuant al costat de Laura Aikman, Annabel Scholey i Maimie McCoy.Negga també va aparèixer com Shirley Bassey en la producció de la BBC Shirley el 2011, i va guanyar el premi IFTA a la millor actriu de televisió pel seu paper.

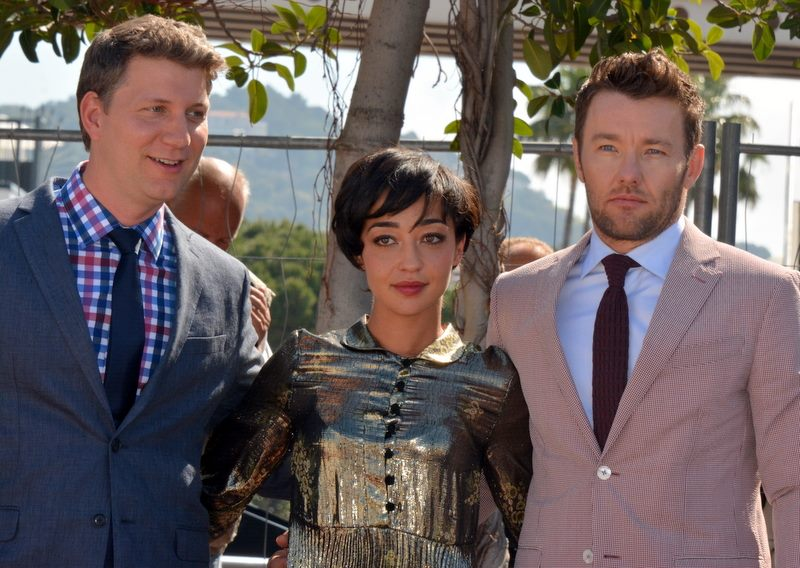
Jeff Nichols, Ruth Negga i Joel Edgerton en el Festival Internacional de Cinema de Canes de 2016.

Els treballs de teatre de Negga inclouen papers en Duck, Tito Andronicus i Lay Me Down Softly.A partir de 2007 va començar a treballar amb el grup de teatre irlandès Pan Pan Theatre. El 2010, va interpretar Ofelia en la producció de Hamlet en el National Theatre.
Negga també ha posat la veu en el vídeojoc Dark Souls II, interpretant a Shanalotte, també coneguda com a "Herald Esmeralda". Shanalotte és un personatge clau en el joc, proporcionant orientació al jugador, així com permetre al jugador desenvolupar el seu personatge, a canvi d'ànimes recollides.
El 2013, es va anunciar que Negga havia estat seleccionada per al paper recurrent de Raina en la sèrie de televisió Agents of S.H.I.E.L.D. El 2013, va aparèixer en la pel·lícula de Steve McQueen 12 anys d'esclavitud, que va guanyar l'Oscar a la millor pel·lícula. El març de 2015, Negga va ser triada per al paper de Tulip O'Hare en la sèrie de fantasia Preacher, de l'AMC. El 2016, va interpretar el paper de Lady Taria en la pel·lícula Warcraft, basada en la popular saga de videojocs del mateix nom.
El 2017, va ser nominada com a millor actriu en els Premis Oscar pel seu paper en la pel·lícula Loving.

## Teatre
- Fedra - National Theatre London (2009)
- Hamlet – Royal National Theatre (2010/11)
- Playboy of the Western World – Old Vic Theatre London (2011)

## Filmografia

### Cinema
| Any  | Títol                                   | Personatge     | Notes                            |
| ---- | --------------------------------------- | -------------- | -------------------------------- |
| 2004 | Capital Letters                         | Taiwo          |                                  |
| 2005 | Stars                                   | Sophie         | Curtmetratge                     |
| 2005 | 3-Minute 4-Play                         | Dona           | Curtmetratge                     |
| 2005 | Esmorzar a Plutó (Breakfast on Pluto)   | Charlie        |                                  |
| 2005 | Isolation                               | Mary           |                                  |
| 2005 | Colour Me Kubrick                       | Lolita         |                                  |
| 2006 | The Four Horsemen                       | Dona sacerdot  | Curtmetratge                     |
| 2009 | Corduroy                                | Tess           | Curtmetratge                     |
| 2010 | Jacob                                   |                |                                  |
| 2010 | Bleach                                  | Anne           | Curtmetratge                     |
| 2011 | Hello Carter                            | Doctora        | Curtmetratge                     |
| 2012 | Fury                                    | Iris           | Coneguda també com The Samaritan |
| 2013 | World War Z                             |                |                                  |
| 2013 | 12 anys d'esclavitud (12 Years a Slave) | Celeste        | No surt als crèdits              |
| 2013 | Jimi: All Is by My Side                 | Anada          |                                  |
| 2013 | Things He Never Said                    | Rachel         | Curtmetratge                     |
| 2014 | Noble                                   | Joan           |                                  |
| 2014 | Una Vida: A Fable of Music and the Mind | Jessica        |                                  |
| 2016 | Warcraft                                | Lady Taria     |                                  |
| 2016 | Loving                                  | Mildred Loving |                                  |
| 2019 | Ad Astra                                | Helen Lantos   |                                  |

### Televisió
| Any       | Títol                  | Personatge          | Notes                                  |
| --------- | ---------------------- | ------------------- | -------------------------------------- |
| 2004      | Doctors                | Wanda Harrison      | Episodi: "The Replacement"             |
| 2004      | Love is the Drug       | Lisa Sheerin        | 4 episodis                             |
| 2008      | Criminal Justice       | Melanie Lloyd       | 5 episodis                             |
| 2009      | Personal Affairs       | Doris "Sid" Siddiqi | 5 episodis                             |
| 2010      | Five Daughters         | Rochelle            | 3 episodis                             |
| 2010-2011 | Love/Hate              | Rosie               | 8 episodis                             |
| 2010      | Misfits                | Nikki               | 6 episodis                             |
| 2010      | The Nativity           | Leah                | 4 episodis                             |
| 2011      | Shirley                | Shirley Valentine   | Telefilm                               |
| 2012      | Secret State           | Agnes Evans         | 4 episodis                             |
| 2013-2015 | Agents of S.H.I.I.L.D. | Raina               | Temporada 1-2 (Recurrent: 17 episodis) |
| 2012      | Fury                   | Iris                | Coneguda també com The Samaritan       |
| 2016      | Preacher               | Tulip O'Hare        |                                        |
| 2021      | Passing                | Clare Bellew        |                                        |

## Guardons

### Premis
- 2016: Satellite a la millor actriu per Loving[13]

### Nominacions
- 2016: Oscar a la millor actriu per Loving[14]
- 2016: Globus d'Or a la millor actriu dramàtica per Loving[15]
- 2016: Critic's Choice Award a la millor actriu per Loving[16]
- 2016: Independent Spirit a la millor actriu per Loving[17]
- 2017: BAFTA a l'estrella emergent[18]